# Liste der Kulturdenkmäler in Zehnhausen bei Rennerod
In der Liste der Kulturdenkmäler in Zehnhausen bei Rennerod sind alle Kulturdenkmäler der rheinland-pfälzischen Ortsgemeinde Zehnhausen bei Rennerod aufgeführt. Grundlage ist die Denkmalliste des Landes Rheinland-Pfalz (Stand: 21. Dezember 2021).

## Einzeldenkmäler
| Bezeichnung | Lage             | Baujahr                            | Beschreibung                                                 | Bild                           |
| ----------- | ---------------- | ---------------------------------- | ------------------------------------------------------------ | ------------------------------ |
| Brunnen     | Hauptstraße Lage | zweite Hälfte des 19. Jahrhunderts | gusseiserner Laufbrunnen, zweite Hälfte des 19. Jahrhunderts | weitere Bilder Fotos hochladen |